# TNA Women's Knockout Championship
Đai vô địch TNA Women's Knockout Championship là đai vô địch dành cho nữ của tập đoàn TNA Total Nonstop Action Wrestling. 